# Zeta Ursae Majoris
Zeta Ursae Majoris (ζ UMa /ζ Ursae Majoris, Zêta Ursae Majoris) este o stea din constelația Ursa Mare și este cea de a doua stea pornind de la capătul oiștii Carului Mare. Numele său tradițional, Mizar sau Mirza, provin din arabă ميزر mi'zar, care semnifică „curea”. Ea are o magnitudine aparentă de +2,27 și este de tipul spectral A1 V.

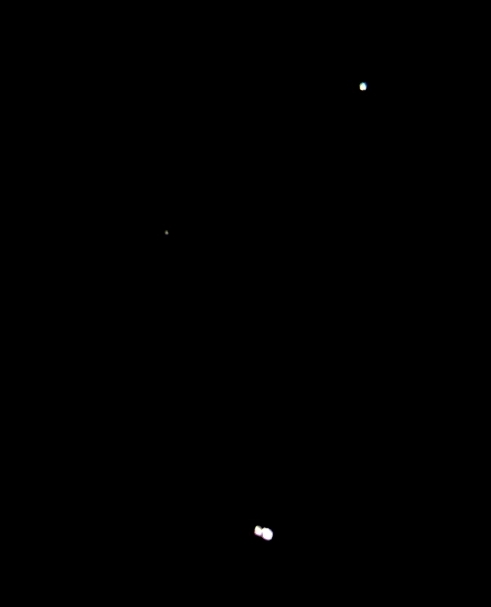
Mizar A / B în partea de jos a imaginii, iar Alcor în partea de sus.

Cu o vedere bună, se poate zări, cu ochiul liber, un companion mai slab ca luminozitate, chiar la Est, denumit Alcor sau 80 Ursae Majoris. Alcor are o magnitudine de +3,99 și un tip spectral A5 V. Cele două stele sunt adesea denumite „calul și călărețul”, iar capacitatea de a o vedea pe a doua constituie un test tradițional de acuitate vizuală. Cele două stele se află la o distanță de peste un sfert de an-lumină și, deși mișcările proprii ale acestor stele arată că se deplasează împreună, nu se știe dacă ele formează un veritabil sistem binar, și nu o binară optică așa cum se crede în momentul actual. 
Alți componenți au fost descoperiți după apariția telescopului și spectroscopului; fiind o frumoasă țintă vizuală ușor separabilă, Mizar a fost prima binară telescopică descoperită - foarte probabil de către Benedetto Castelli care i-a cerut lui Galileo, în 1617, să o observe. Galileo a întocmit un raport detaliat despre steaua dublă. Mai târziu, spre 1650, Riccioli a scris că Mizar părea dublă. Steaua secundară, Mizar B, posedă o magnitudine de +4,0 și un tip spectral A7, și este situată la 380 u.a. de steaua primară; ele au nevoie de mii de ani pentru a orbita una în jurul celeilalte. Apoi Mizar A a fost prima binară spectroscopică descoperită, de către Pickering, în 1889. Cele două componente sunt amândouă de vreo 35 de ori mai luminoase decât Soarele, și se rotesc, una în jurul celeilalte, în circa 20 de zile. Mai târziu s-a descoperit că și Mizar B este o binară spectroscopică. În 1996 componentele sistemului binar Mizar A au fost vizualizate cu foarte înaltă rezoluție la Navy Precision Optical Interferometer prin sinteză de deschidere.
Ansamblul sistemului de cinci stele este situat la circa 78 de ani-lumină de Terra. Toate componentele sunt membre ale Curentului de stele din Ursa Mare, un grup de stele foarte dispersate care au o origine comună, cum o demonstrează mișcarea lor proprie. Celelalte stele ale asterismului Carul Mare, exceptate fiind Dubhe și Alkaid, aparțin și ele acestui grup.